# 井上清子 (弁理士)
井上 清子（いのうえ せいこ、1907年12月13日 - 2000年4月8日、享年92歳）は、日本初の女性弁理士であり、士業での有資格者女性第一号でもある。女性弁理士の会「紫青会」初代会長。1978年、勲五等瑞宝章受章。工業所有権の存立と活用に生涯尽力し、男装を貫いた。

## 経歴
古事記研究家の父と、母の間に生まれる。姉、弟、妹がおり、弁理士事務所開設当初は、姉妹が助け合って事務所を運営していた。尋常小学校とその後の2年間の高等小学校を卒業後、社会人に。協和特許法律事務所元所長の藤田実雄と、日高特許事務所元所長の日高吉三郎に師事しつつ、日高特許事務所に8年間勤務。和文タイピストとして、事務所での書類作成を数多くこなした。その後、海軍省艦政本部にタイピストとして勤務しつつ、京橋図書館の秋岡梧郎館長協力のもと、「三吉会」なる勉強会を発足。
26歳で初めて、弁理士試験の願書を投函。この頃から井上は、短髪に背広という姿で日常的に過ごすようになったという。弁護士の水野東太郎の指導を仰ぐも、一度目の挑戦は不合格。受験者109名中、女性は8名だった。翌1935年に二度目の挑戦で合格。受験者98名中、女性は13名だったが、女性の合格者は一人だった。この年の合格者は、服部重徳、林 清明、岡村自照、小川長昌、加藤鈴雄、村瀬為助、矢野浩助、前田愛郎、松田松太郎、福田信行、朝日政雄、三束俊六、井上清子の13名。当時の受験科目は、必須科目が工業所有権法、選択科目は民法・民事訴訟法・刑法・刑事訴訟法・国際私法だった。
1935年の井上合格当時は未だ女性弁護士は存在せず、現在の司法試験に相当する高等試験司法科の受験資格の一つとして、「帝国臣民タル男子ニシテ」という条文があったくらいで、士業では女性初合格者ということもあり、新聞各紙がこぞって井上の合格記事を掲載した。
合格したその年の11月に、井上清子特許事務所を開業。姉夫婦の家に間借りし、姉と妹が事務を担当するという家族営業だった。新聞に大きく取り上げられたこともあり、クライアントには困らなかったそうだが、開業後の10年間のうちに、第二次世界大戦が勃発。東京大空襲で事務所は焼失し、疎開済だった重要書類とともに新橋の弟夫婦の家へ。しかし、京浜地帯空襲で弟夫婦の家も焼失し、終戦時には世田谷区等々力の従兄宅へ。その後も、杉並の堀ノ内、日比谷ビルと、事務所は転々とする。
1946年は経済的に最も苦しい時代だったというが、事務所員第1号の七篠房江が入所し、ようやく家族経営を脱する。工業所有権にも深い理解を示していた政治家の市川房枝の知己を得、須藤編物講習会や東京パイロットクラブに参加。
井上が手掛けた仕事として、商標「アマンド」の審決取消訴訟（東京高裁昭和59.2.28）や、商標「ミルクドーナツ」の訴訟（東京高裁昭和49.9.17）があるが、年1回行われる東京パイロットクラブのチャリティーバザーでは、この「ミルクドーナツ」を毎年大量に販売していたそうである。当時の裁判官の間で、井上特許事務所の粘り強い対応は有名だったらしく、井上自身、その粘りを事務所の特徴と心得ていたらしい。
1965年には、事務所を吉田ビルから松慶ビルへと移転し、戦後の混乱を乗り切って事業は軌道に乗る。事務所では、新年会や遠足が恒例となり、奥多摩や箱根などで親睦を深めた。
1966年には、女性弁理士の会を有志で立ち上げ、井上は初代会長に就任。初期会員は、井上清子、秋元とみ、緒方園子、藤沢貞子、松田和子、蔦田璋子、鈴木晴美、下坂スミ子が中心だったらしく、弁理士名簿から女性と思しき名前の人に片っ端から勧誘の手紙を出したところ、“一江”という名前の人が男性だったという笑い話が伝わっている。この女性弁理士の会は、「紫青会」と命名され、1975年頃には約40名にもなったが、当初は活発な議論がされていたものの、人数が増えるにつれて和気藹々の雰囲気になる一方、議論を闘わせるには大所帯になりすぎたため、やがて自然消滅した。
「紫青会」の初期メンバーであった下坂スミ子が、1970年に湯浅・ウェルティ法律事務所から独立する際には、半年ほど自分の事務所で研修すると良い、と迎え入れ、同時期入所の亀川義示と共に机を並べていたという。亀川は後に弁理士会の副会長を、下坂は女性初の弁理士会会長を務めることとなる。なお、下坂スミ子、亀川義示、井上清子は、弁理士団体無名会の会員でもある。
1975年には、『辨理士井上清子特許事務所創立四十周年の歩み』という小冊子を発刊。国立国会図書館にも納本されており、井上の几帳面な性格が窺える。1978年には勲五等瑞宝章受章、1997年に90歳を目前に引退するまで、現役で仕事を続けていたという。1949年に入所して長らく事務長を務めていた事務員の須藤トキも、90歳まで勤務していたそうで、仕事への粘り強さは、井上特許事務所の専売特許だったのかもしれない。2000年4月8日、92歳で逝去。

### 年譜
- 1907年12月13日 - 東京都京橋区築地二丁目（現:中央区築地）に誕生。
- 1914年4月 - 東京都築地尋常小学校入学
- 1926年 - 日高特許事務所勤務（8年間）
- 1934年
  - 海軍省艦政本部勤務（和文タイピスト）
  - 8月 - 弁理士試験願書投函（弁護士 水野東太郎指導）
- 1935年
  - 10月 - 弁理士試験合格（合格者13名中女性1名）
  - 11月 - 築地の姉夫婦の家にて、井上清子特許事務所を開業
- 1945年
  - 3月10日 - 東京大空襲により事務所焼失。新橋の弟夫婦の家へ
  - 5月25日 - 京浜地帯空襲により弟夫婦の家も焼失
  - 8月 - 世田谷等々力の従兄宅へ移動
  - 自宅と事務所を分離し、事務所は日比谷ビルへ（自宅はその後、杉並区堀之内→目白→両国→青山と転々）
- 1946年4月1日 - 事務所員第一号 七篠房江入所（経済的に最も苦しい時代）
- 1948年 - 市川房江の紹介により須藤編物講習会参加
- 1965年
  - 10月1日 - 吉田ビルから松慶ビルへ事務所移転
  - 11月 - 事務所開設30周年記念
- 1966年5月10日 - 女性弁理士の会を設立（初期メンバー:井上清子、秋元とみ、緒方園子、藤沢貞子、松田和子、蔦田璋子、鈴木ハルミ、下坂スミ子）
- 1966年11月 - 女性弁理士の会の名称が「紫青会」に決定
- 1969年7月 - 弁理士制度70周年記念式典にて功労者表彰
- 1974年7月 - 弁理士制度75周年記念（事務所員の七篠房江・須藤トキ表彰）
- 1975年11月 - 『辨理士井上清子特許事務所創立四十周年の歩み』発刊
- 1978年 - 勲五等瑞宝章
- 1982年 - 『パテント』誌にて、女性弁理士誕生から47年の特集座談会
- 1997年 - 引退
- 2000年4月8日 - 92歳で逝去

## 役職・栄典
- 1953年4月 工業所有権法改正委員会委員
- 1960年4月 工業所有権法に関する調査研究委員会副委員長
- 1966年4月 弁理士会共済委員会委員長
- 1969年7月 弁理士制度70周年記念式典にて功労者表彰
- 1969年10月 黄綬褒章
- 1978年 勲五等瑞宝章